# Erich Stoschek
Erich Stoschek (ur. 14 lutego 1903 w Bukowie (wówczas Bukau), zm. 5 lutego 1985 w Achim) – niemiecki oszczepnik, skoczek o tyczce, trójskoczek, sprinter, płotkarz i kulomiot.

## Życiorys
Urodzony w Bukowie, Erich Stoschek był jednym z najbardziej utytułowanych sportowców z ziemi raciborskiej okresu międzywojennego. Uprawiał wiele konkurencji lekkoatletycznych, jednak największe sukcesy odnosił w rzucie oszczepem. Od lat 20. XX wieku reprezentował barwy klubu sportowego ATV Ratibor. Później, gdy pracował we Wrocławiu był członkiem TV Vorwärts Breslau, choć na zawodach wciąż reprezentował ATV Ratibor. W 1926 roku zdobył złoto w dwuręcznym rzucie oszczepem na mistrzostwach Niemiec. W 1927 roku zdobył tytuł turnerskiego mistrza Niemiec w rzucie oszczepem. Na igrzyskach w Amsterdamie w 1928 roku zajął 11. miejsce. Miał także startować w konkursie dwuręcznego rzutu oszczepem, jednak na kilka tygodni przed olimpiadą odwołano tę konkurencję. W roku olimpijskim posiadał najlepszy rezultat w Europie w dwuręcznym rzucie oszczepem. W latach 1927–1933 osiągał także dobre wyniki w innych konkurencjach lekkoatletycznych, m.in. w rzucie piłką palantową, gdzie z wynikiem 114,26 m pobił rekord Niemiec. W 1930 roku rzucił oszczepem na odległość 63,95 m, co było później przez długi czas rekordem Górnego Śląska. Dwukrotny (1928 i 1932) srebrny medalista mistrzostw Niemiec w tej konkurencji. W 1940 roku został skierowany do Peenemünde, gdzie kierował życiem sportowym pracowników tamtejszej stoczni. Po II wojnie światowej osiedlił się w Bremie, gdzie pracował jako inżynier  w drogownictwie. Nadal uczestniczył także w życiu sportowym. W Bremen 1860 odpowiedzialny był za działalność młodzieżową klubu. Za zasługi na polu sportowym oraz trenerskim był wielokrotnie nagradzany, m.in. w 1949 roku, kiedy został odznaczony złotym medalem honorowym Niemieckiego Związku Lekkiej Atletyki. Zmarł w 1985 roku.